# 山口健太郎
山口 健太郎（やまぐち けんたろう、1976年9月10日 - ）は、福岡県出身で元バスケットボール選手である。現在は九州電力アーティサンズコーチ。現役時代のポジションはF。

## 来歴
九産業大付属九州高、中央大学を経て、1999年にアイシンへ入社。
スーパーリーグやオールジャパンの優勝に貢献した。
2008年より九州電力アーティサンズに移籍。
現在は引退してコーチ。

## 経歴
- 九産業大付属九州高 - 中央大学 - アイシン精機（1999年〜2008年） - 九州電力

### 九産業大付属九州高在籍時の主な戦績
- 1992年　高校総体県大会2位　宮崎インターハイ出場
- 1993年　高校総体県大会3位
- 1994年　高校総体県大会1位　富山インターハイ出場(ベスト16進出)
- 1994年　ウィンターカップ(選抜優勝大会)出場
- 1994年　U-18日本代表選手選出